# Pastorello in piedi
Pastorello in piedi è un dipinto di Pietro Longhi, eseguito con la tecnica dell'olio su tela e realizzato nel 1740.
Si tratta di un'opera giovanile del pittore, che nella sua prima produzione artistica si dedicò ai dipinti mitologici e alla rappresentazione di persone umili quale appunto questo pastore fanciullo.